# Успенівська сільська територіальна громада
Успенівська сільська територіальна громада — територіальна громада у Білгород-Дністровському районі Одеської області України. Адміністративний центр — село Успенівка. Утворена в рамках адміністративно-територіальної реформи в Україні, об'єднанням Успенівської, Забарівської, Кривобалківської, Ройлянської, Миколаївсько-Новоросійської сільських рад. Населення громади — 7102 особи. Площа — 291 км².
19 липня 2020 року, в результаті адміністративно-територіальної реформи і ліквідації Саратського району, громада увійшла ло складу новоутвореного Білгород-Дністровського району.
Перші вибори відбулися 25 жовтня 2020 року.

## Склад громади
- село Забари
- село Комишівка Перша
- село Крива Балка
- село Лугове
- село Байрамча
- село Над'ярне
- село Ройлянка
- село Успенівка

## Географія
Водойми на території громади: річка Хаджидер та її притока Каплань.